# Dephomys
Dephomys — рід мишоподібних гризунів родини мишеві (Muridae). Представники роду поширені у Західній Африці, де мешкає у тропічних вологих лісах, полюбляє болотисті місцевості.

## Види
Рід містить два види:
- Dephomys defua
- Dephomys eburneae